# 쿠루트
쿠루트(키르기스어·투바어: курут, 파슈토어: قروت), 구루트(아제르바이잔어: qurut), 쿠르트(우즈베크어: qurt, 카자흐어: құрт), 코로트(바시키르어: ҡорот), 코르트(타타르어: корт), 초라탄(아르메니아어: չորաթան), 카슈크(페르시아어: کشک), 케슈크(쿠르드어: keşk), 케시(튀르키예어: keş)는 중앙아시아, 터키, 캅카스, 이란 등에서 생산되는 발효 유제품이다. 카트크를 비롯한 발효유에서 물기를 뺀 뒤 모양을 잡아 말려 만든다. 몽골에서는 비슷한 음식이 "아룰"이라 불리며 여러 종류 아룰 중에 
후루드(몽골어: хурууд)가 있다.
쿠루트는 신선한 치즈의 귀리죽의 일종으로 볼 수 있다. 있는 그대로 먹을 수도 있고 물에 용해시켜 요거트처럼 먹을 수 있다.

## 같이 보기
- 아룰
- 자미드
- 타르하나